# Phtheochroa decipiens
Phtheochroa decipiens is een vlinder uit de familie bladrollers (Tortricidae). De wetenschappelijke naam is voor het eerst geldig gepubliceerd in 1900 door Walsingham.
De soort komt voor in Europa.